# Saison 15 de South Park
Chronologie
Saison 14 Saison 16
La quinzième saison de la série télévisée d'animation américaine South Park a été diffusée du 27 avril 2011 au 16 décembre 2011. En réponse aux réactions de la saison 15, insinuant que Trey Parker et Matt Stone avaient voulu conclure la série, Comedy Central proclame dans les médias que South Park a été renouvelée pour deux saisons supplémentaires, et le duo a signé jusqu'en 2013.
MTV France, devrait récupérer les droits de distribution sur South Park que possédait jusqu'ici TF1 Vidéo d'ici début 2013. MTV a également confirmé que les épisodes des saisons 15 et 16 seraient  doublés.

## Épisodes
| № | #  | Titre                                                                   | Réalisation | Scénario                  | Audiences     | Première diffusion |
| --- | -- | ----------------------------------------------------------------------- | ----------- | ------------------------- | ------------- | ------------------ |
| 210 | 1  | HumancentiPad HUMANCENTiPAD                                             | Trey Parker | Trey Parker               | 3,11 millions | 27 avril 2011      |
| Kyle est personnellement impliqué dans le développement d'un nouveau produit révolutionnaire qui est sur le point d'être lancé par Apple. Pendant ce temps, Cartman n'a même pas encore de iPad. Il le reproche à sa mère. |    |                                                                         |             |                           |               |                    |
| 211 | 2  | La machine à rigoler Funnybot                                           | Trey Parker | Trey Parker               | 2,59 millions | 4 mai 2011         |
| Lors des premiers trophées de la comédie annuels de l’école, Jimmy annonce que les Allemands sont le peuple le moins drôle du monde. Les Allemands se sentent très offensés. Ils espèrent que les représailles envers les enfants de l’école de South Park seront rapides et brutales. |    |                                                                         |             |                           |               |                    |
| 212 | 3  | Pudding Royal Royal Pudding                                             | Trey Parker | Trey Parker               | 2,43 millions | 11 mai 2011        |
| Alors que leur mariage est diffusé à travers le monde, la princesse du Canada est enlevée par des forces inconnues. Un appel aux armes est donné pour tous les citoyens canadiens pour traquer le ravisseur et sauver la mariée. |    |                                                                         |             |                           |               |                    |
| 213 | 4  | Taille du Membre Indexée T.M.I.                                         | Trey Parker | Trey Parker               | 2,42 millions | 18 mai 2011        |
| Après avoir publié sur le tableau d'affichage de l'école de South Park la taille des pénis des garçons, Cartman est envoyé en thérapie de gestion de la colère. La taille ajustée du pénis (T.M.I) devient un problème national. |    |                                                                         |             |                           |               |                    |
| 214 | 5  | Association Sportive des Bébés du Crack Crack Baby Athletic Association | Trey Parker | Trey Parker               | 2,53 millions | 25 mai 2011        |
| Kyle décide d'aider les bébés accros au crack et se porte volontaire à l'hôpital. Il découvre une entreprise très lucrative fondée par Cartman qui filme les bébés en train de jouer au basket. |    |                                                                         |             |                           |               |                    |
| 215 | 6  | City Sushi                                                              | Trey Parker | Trey Parker               | 2,56 millions | 1 juin 2011        |
| Butters est traité pour trouble de la personnalité multiple par un étrange médecin. Pendant ce temps Tuong Lu Kim, propriétaire du restaurant chinois City Wok, doit faire face à l'arrivée d'un concurrent japonais, City Sushi... |    |                                                                         |             |                           |               |                    |
| 216 | 7  | État de Trou du Cul Cynique (Partie 1) You're Getting Old               | Trey Parker | Trey Parker               | 2,30 millions | 8 juin 2011        |
| Après que Stan a fêté son dixième anniversaire, il commence à tout voir sous un autre angle. Les autres enfants le trouvent imbuvable et commencent à l'éviter. La "tween music" (musique de préados) fait rage au grand désespoir des parents, tandis que Randy essaie d'être dans l'air du temps et de rester jeune. |    |                                                                         |             |                           |               |                    |
| 217 | 8  | Chiasse Burger (Partie 2) Ass Burgers                                   | Trey Parker | Trey Parker               | 2,94 millions | 5 octobre 2011     |
| Tandis que Cartman trouve un moyen unique de gérer le syndrome d'Asperger dont il croit être atteint, Stan ne semble pas pouvoir remettre sa vie en ordre quoi qu'il fasse après que ses parents ont divorcé |    |                                                                         |             |                           |               |                    |
| 218 | 9  | Le Dernier des Méhicains The Last of the Meheecans                      | Trey Parker | Trey Parker               | 2,90 millions | 13 octobre 2011    |
| Les enfants de South Park jouent à "la patrouille anti immigration contre les mexicains". Butters est oublié dans la forêt pendant la nuit et est recueilli par un couple le prenant réellement pour un mexicain et l'héberge en tant que servant/homme à tout faire de la maison. Pendant ce temps, les enfants cherchent à retrouver Butters en affichant des avis dans tout South Park, ce qui va permettre à Butters d'acquérir une renommée de Guide des Mexicains pour revenir au Mexique. Les États-Unis privés des mexicains et du travail qu'ils effectuaient (éboueurs, agents communaux, ambulanciers,...) se trouvent en crise... |    |                                                                         |             |                           |               |                    |
| 219 | 10 | Le Retour de Lemmiwinks Bass to Mouth                                   | Trey Parker | Trey Parker               | 2,43 millions | 19 octobre 2011    |
| Un nouveau site Internet nommé Eavesdropper dévoile tous les petits secrets des élèves de l'école de South Park, à la grande joie de Cartman. Le coupable va devoir être éliminé avant que les dégâts qu'il provoque ne deviennent trop importants. |    |                                                                         |             |                           |               |                    |
| 220 | 11 | Le secret de Broadway Broadway Bro Down                                 | Trey Parker | Trey Parker, Robert Lopez | 2,92 millions | 26 octobre 2011    |
| Randy découvre le pouvoir des comédies musicales sur les femmes, et se met en tête d'en écrire une. Les stars du milieu tentent de l'en empêcher. |    |                                                                         |             |                           |               |                    |
| 221 | 12 | 1%                                                                      | Trey Parker | Trey Parker               | 2,85 millions | 2 novembre 2011    |
| Toute la classe est punie à cause des déficiences de Cartman en éducation physique. Cartman supporte mal de faire partie des 1% montrés du doigt par les 99 autres pour cent. |    |                                                                         |             |                           |               |                    |
| 222 | 13 | Thanksgiving sur History Channel A History Channel Thanksgiving         | Trey Parker | Trey Parker               | 2,85 millions | 9 novembre 2011    |
| Les enfants doivent faire un exposé sur la fête de Thanksgiving. Grâce à la chaîne History Channel, ils vont découvrir le véritable sens de cette fête. |    |                                                                         |             |                           |               |                    |
| 223 | 14 | Le plus pauvre de l'école The Poor Kid                                  | Trey Parker | Trey Parker               | 2,41 millions | 16 novembre 2011   |
| Les parents de Kenny sont arrêtés pour trafic de drogue et Kenny est placé en famille d'accueil. Cartman s'aperçoit qu'à présent c'est lui l'enfant le plus pauvre de la classe. Il va tout faire pour changer la situation. |    |                                                                         |             |                           |               |                    |